# Cyrtandra honolulensis
Cyrtandra honolulensis är en tvåhjärtbladig växtart som först beskrevs av Wawra (pro. sp..  Cyrtandra honolulensis ingår i släktet Cyrtandra och familjen Gesneriaceae. Inga underarter finns listade i Catalogue of Life.